# NGC 657
NGC 657 este un roi deschis în constelația Cassiopeia. A fost descoperit în 28 noiembrie 1831 de către John Herschel.